# Echinoderes imperforatus
Echinoderes imperforatus är en djurart som tillhör fylumet pansarmaskar, och som beskrevs av Higgins 1983. Echinoderes imperforatus ingår i släktet Echinoderes och familjen Echinoderidae. Inga underarter finns listade i Catalogue of Life.